# 蔡清彥
蔡清彥（1944年9月29日—），台灣大氣科學家。
蔡清彥出生於新竹縣橫山鄉，高中就讀新竹中學，後考入國立臺灣大學大氣科學系，並續讀研究所，1967年獲得碩士學位。其後赴美國留學，1972年獲得猶他大學大氣科學博士。1974年返國任教於國立臺灣大學大氣科學系，先後歷任副教授、教授、系主任。1989年9月至1994年9月16日擔任交通部中央氣象局局長，1994年9月17日轉任交通部民用航空局局長。1996年擔任行政院國家科學委員會副主任委員，2000年5月20日至2004年5月20日擔任行政院政務委員。2010年2月起，擔任工業技術研究院董事長。
不論是中國國民黨或民主進步黨執政，其客家人背景皆可以獲得青睞，左右逢源，可謂政壇中做官之異數。
蔡清彥皈依佛教，為法鼓山法行會會長。

## 著作
- [7]

## 榮譽
- 中華民國氣象學會會士[8]

### 外国勋章奖章
- 旭日中绶章（日本，2021年4月29日公布[9]，2021年11月26日于日本台湾交流协会台北事务所颁发[10]）